# XI Festival olimpico estivo della gioventù europea
Il Festival Olimpico Europeo della Gioventù Estiva 2011 (o anche EYOF 2011) si è tenuto a Trebisonda, in Turchia, tra il 23 e il 29 luglio 2011.

## Gli sport
Gli sport presenti al Festival 2011 sono stati 9, rimuovendo due sezioni al programma del Festival Olimpico della Gioventù 2007 (ping pong e pallanuoto). Le medaglie sono state assegnate in un totale di 109 gare.

## Luoghi
Per le otto competizioni del Festival Olimpico, escluso il ciclismo, erano necessari undici impianti sportivi a Trebisonda e dintorni. I palazzetti dello sport esistenti sono stati rinnovati e sono state costruite nuove arene a questo scopo, con un costo di investimento totale che ammonta a 350 milioni di TL per il Villaggio Olimpico all'interno del campus dell'Università Tecnica del Mar Nero . Le nuove strutture degne di nota sono l'arena Hayri Gür, lo stadio di atletica Söğütlü, la piscina coperta Mehmet Akif Ersoy e i campi da tennis Beşirli. Gli eventi ciclistici si sono svolti sul tratto Trebisonda- Rize dell'autostrada costiera del Mar Nero .
| Venue                                  | Location   | Sports           |
| -------------------------------------- | ---------- | ---------------- |
| 19 Mayıs Arena                         | Trebisonda | Basketball       |
| Araklı Arena                           | Trebisonda | Pallavolo        |
| Arsin Arena                            | Trebisonda | Pallavolo        |
| Beşirli Tennis Courts                  | Trebisonda | Tennis           |
| Çarşıbaşı Arena                        | Trebisonda | Pallamano        |
| Mehmet Akif Ersoy Indoor Swimming Pool | Trebisonda | Nuoto            |
| Of Arena                               | Trebisonda | Judo             |
| Hayri Gür Arena                        | Trebisonda | Pallacanestro    |
| Söğütlü Athletics Stadium              | Trebisonda | Atletica leggera |
| Trabzon-Rize Highway                   | Trebisonda | Ciclismo         |
| Vakfıkebir Arena                       | Trebisonda | Pallamano        |
| Yomra Arena                            | Trebisonda | Ginnastica       |

## Discipline
Sono state attribuite 111 medaglie in 9 sport:
- Atletica leggera (36) (dettagli)
- Pallacanestro (2) (dettagli)
- Ciclismo (3) (dettagli)
- Ginnastica artistica (14) (dettagli)

- Pallamano (2) (dettagli)
- Judo (15) (dettagli)
- Nuoto (31) (dettagli)
- Tennis (4) (dettagli)
- Pallavolo (2) (dettagli)

## Comitati olimpici partecipanti
- Albania
- Andorra
- Armenia
- Austria
- Azerbaigian
- Bielorussia
- Belgio
- Bosnia ed Erzegovina
- Bulgaria
- Croazia
- Cipro
- Rep. Ceca
- Danimarca
- Estonia
- Finlandia
- Francia
- Georgia
- Germania
- Gran Bretagna
- Grecia
- Ungheria
- Islanda
- Irlanda
- Israele
- Italia
- Kosovo
- Lettonia
- Liechtenstein
- Lituania
- Lussemburgo
- Malta
- Moldavia
- Monaco
- Montenegro
- Paesi Bassi
- Macedonia del Nord
- Norvegia
- Polonia
- Portogallo
- Romania
- Russia
- San Marino
- Serbia
- Slovacchia
- Slovenia
- Spagna
- Svezia
- Svizzera
- Turchia (ospitante)
- Ucraina

## Calendario
| OC | Cerimonia d'apertura | ● | Gare di eventi | 1 | Finali dell'evento | CC | Cerimonia di chiusura |

| Luglio 2011           | 24 dom | 25 lun | 26 mar | 27 mer | 28 gio | 29 ven | Oro medaglie |
| --------------------- | ------ | ------ | ------ | ------ | ------ | ------ | ------------ |
| Cerimonie             | OC     |        |        |        |        | CC     |              |
| Atletica              |        | 2      | 9      | 5      | 10     | 10     | 36           |
| Pallacanestro         |        | ●      | ●      | ●      | ●      | 2      | 2            |
| Ciclismo              |        |        | 1      | 1      | 1      |        | 3            |
| Ginnastica            |        | ●      | ●      | ●      | ●      | 14     | 14           |
| Palla a mano          |        | ●      | ●      | ●      | ●      | 2      | 2            |
| Judo                  |        |        | 4      | 4      | 4      | 3      | 15           |
| Nuoto                 |        | 8      | 7      |        | 8      | 8      | 31           |
| Tennis                |        | ●      | ●      | ●      | ●      | 4      | 4            |
| Pallavolo             |        | ●      | ●      | ●      | ●      | 2      | 2            |
| Medaglie d'oro totali |        | 10     | 21     | 10     | 23     | 45     | 109          |
| Totale complessivo    |        | 10     | 31     | 41     | 64     | 109    |              |